# Liste des commanderies templières dans la Saxe-Anhalt
| Cette liste recense les commanderies et maisons de l'Ordre du Temple qui ont existé dans la Saxe-Anhalt. |

## Faits marquants et Histoire
Les templiers apparaissent dès l'année 1130 dans le duché de Saxe, à la suite d'une donation de Lothaire de Supplinbourg mais c'est à Albert l'Ours que l'on attribue les donations qui leur permirent de s'implanter dans ce land. Une partie de la Saxe-Anhalt se situant à l'époque dans la marche de Brandebourg.

Werben semble faire partie des premières fondations peu après celle de Supplinbourg en Basse-Saxe et ce réseau de commanderie constituait la province templière d'Allemagne ou d'Alémanie qui inclura de surcroit la Bohême et la Pologne (au XIIIe siècle).

## Commanderies
| Commanderie                   | Ville actuelle (ou à proximité) | Observations                          |
| ----------------------------- | ------------------------------- | ------------------------------------- |
| Gehringsdorf                  | Wormsdorf                       | ,                                     |
| Halberstadt                   | Halberstadt                     | [ 5 ]                                 |
| Magdeburg                     | Magdeburg                       | [ 6 ]                                 |
| Mücheln (de)                  | Wettin                          | [ 6 ]                                 |
| Oschersleben                  | Oschersleben (Bode)             | [ 7 ]                                 |
| Werben                        | Werben                          | [ 1 ]                                 |
| Wichmannsdorf / Wissmannsdorf | Haldensleben                    | , Domus Templi de Wichmanftorp (1289) |

| Localisation dans la Saxe-Anhalt (Liens vers les articles correspondants)                                                    |
| --- |
| \| Thuringe Brandebourg Basse-Saxe Gehringsdorf Halberstadt Magdeburg Mücheln Oschersleben Werben Wichmannsdorf Abbenrode \| |
| Thuringe Brandebourg Basse-Saxe Gehringsdorf Halberstadt Magdeburg Mücheln Oschersleben Werben Wichmannsdorf Abbenrode       |

### Autres biens
- Le cloître d'Abbenrode (de)[13]
- Le fief et l'église de Groß Santersleben à partir de 1215 mais le fief fut revendu en 1221 à l'abbaye cistercienne Saint-Laurent de Magdebourg[14]
- Le fief disparu de Rimmerode (1213), situé entre Goslar et Vienenburg

## Dignitaires de l'ordre
Ci-dessous une liste non exhaustive des frères de l'ordre connus pour avoir officié dans les commanderies situées en Basse-Saxe ou qui semblent originaires de ce land:
- Frère Gérard de Rene, témoin à Magdebourg le 3 mai 1253[15].
- Frère Jean de Zcoplov (Czaplinek), témoin à Magdebourg le 3 mai 1253[15]. Deviendra ensuite commandeur de Süpplingenburg (de) en Basse-Saxe (1268)[N 1]
- Frère Siegfried de Ampfurth (fr. Sifridus de Anvorde), témoin à Magdebourg le 3 mai 1253[15].
- frater Sifridus de Qverzan, frater Fridericus de Boreke (1261, Carmin)
- frater Tiderus (1253)[15].
- Frère Widekind (1253)[15]. , futur maître de la province d'Allemagne

## Sources
- (de) Joe Labonde, Die Templer in Deutschland : eine Untersuchung zum historisch überkommenen Erbe des Templerordens in Deutschland, Mayence, Bernadus-Verlag, 2010, 451 p. (ISBN 978-3-8107-0088-9, présentation en ligne)
- Verdy du Vernois, « Dissertation sur l'origine du bailliage de l'ordre de Saint-Jean de Jérusalem dans l'Électorat du Brandebourg », dans Mémoires de l'académie royale des sciences et belles lettres (1788-1789) : Depuis l’avènement de Frédéric Guillaume II au Throne avec l'histoire pour le même temps, Berlin, 1793 (lire en ligne), p. 555-576
- Maximilian Samson Friedrich Schöll, Cours d'histoire des états européens depuis le bouleversement de l'Empire romain d'Occident jusqu'en 1789, Paris, Gide, fils, 1831, 434 p. (lire en ligne)
- Félix Gaffiot, Dictionnaire latin-français, 1934 (lire en ligne), p. 93, 96

1. 1 2  Verdy du Vernois 1793, p. 568
2. ↑  Le maître de la province étant désigné comme: « Magister Domorum militiae Templi per Alemaniam », cf. également Gaffiot 1934, p. 93, 96.
3. ↑  Labonde 2010, p. 325
4. ↑  (de) Commanderie de Gehringsdorf (www.templerlexikon.uni-hamburg.de)
5. ↑  (de) Encyclopédie des templiers, université de Hambourg, Lexique H, paragraphe "Halberstadt"
6. 1 2  (de) Site Internet Allemand « Templer-Lexikon » consacré à l'histoire des Templiers (Lexique M)
7. ↑  (de) Site Internet Allemand « Templer-Lexikon » consacré à l'histoire des Templiers (Lexique O)
8. ↑  (de) Article sur la commanderie templière de Wichmannsdorf (www.tempelritterorden.eu)
9. ↑  Wichmannsdorf est un village abandonné à proximité d'Haldensleben.
10. ↑  (de) Encyclopédie des templiers, université de Hambourg, Lexique W, paragraphe "Wichmannsdorf"
11. ↑  (de) site allemand consacré à la commanderie de Wichmannsdorf
12. ↑  Adolph Friedrich Riedel, Codex diplomaticus brandenburgensis, vol. 17, 1859 (lire en ligne), p. 439-440 (doc. 25)
13. ↑  « Abbenrode (www.templerlexikon.uni-hamburg.de) »(Archive.org • Wikiwix • Archive.is • Google • Que faire ?)
14. ↑  (de) Encyclopédie des templiers, université de Hambourg, article « Santersleben »
15. 1 2 3 4 5  « Urkundenbuch des Hochstifts Meissen I (N°172) », sur monasterium.net, Magdebourg, 3 mai 1253

1. ↑  Johannes Polonus (1244, Sulęcin), Johannes de Zopolowe (1253, Magdebourg), Johannes de Zcopolow (1261, Carmin), Johannes de Zcopley / Zcoplov (1268, Süpplingenburg).